# Hollandsche Manege

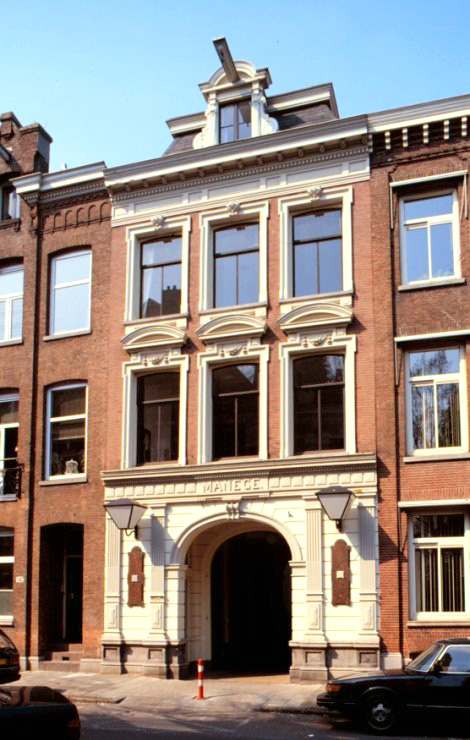
La entrada en Vondelstraat

El Hollandsche Manege (en español: Centro Ecuestre holandés) en Ámsterdam es la escuela de equitación más antigua de los Países Bajos, la misma data de 1744. El edificio actual, inspirado en la Escuela Española de Equitación de Viena, fue construido en 1882. El edificio ha sido declarado monumento nacional.
En el Hollandsche Manege, los ciudadanos adinerados de Ámsterdam y los miembros de la casa real holandesa podían practicar sus habilidades de equitación. El Hollandsche Manege original se construyó en 1744 y se encontraba en la esquina de los canales Lijnbaansgracht y Leidsegracht. El complejo incluía establos para 60 caballos y viviendas para un entrenador de caballos. En el piso superior de la casa del entrenador de caballos, Wolfgang Amadeus Mozart y su hermana Marianne dieron una actuación en 1766.
La escuela de equitación fue demolida en 1881 cuando el canal Leidegracht se amplió hasta el canal Singelgracht. Para reemplazarla, se construyó un nuevo edificio de estilo neoclásico en 1882 en Vondelstraat 140, en el borde noreste del Vondelpark, que en ese momento se usaba con frecuencia para montar a caballo. El nuevo edificio fue diseñado por el entonces popular arquitecto Al van Gendt, quien también diseñó la sala de conciertos y la estación de tren Amsterdam Centraal.
El interior ricamente ornamentado presenta una sala principal con balaustres y una construcción de techo de hierro fundido y un pasillo desde el vestíbulo hasta la sala principal con techo de hierro y vidrio. En 1889 se añadió una ampliación en la parte trasera del edificio, frente a la calle Overtoom. Esta ampliación, que incluía una cochera, lo que fue demolido en 1969.
|  |

La actual escuela de equitación cuenta con una cuadra de 35 caballos y 15 ponis. Los clubes de equitación de estudiantes ASR BLOK y ASR HORS tienen sesiones de entrenamiento semanales en Hollandsche Manege. El edificio también se utiliza para competiciones de doma. El edificio incluye una cafetería/restaurante de acceso público y se alquila para recepciones, bodas y otros eventos.
A principios de la década de 1970, había planes para demoler Hollandsche Manege. Joop Ritmeester van de Kamp, presidente de la organización "De Hollandse Manege" (que gestionaba el edificio), pretendía demoler el edificio y construir una nueva escuela de equitación en Amsterdamse Bos, un bosque artificial al sur de Ámsterdam. Los planes fueron desechados después de protestas vocales, incluida una petición de estudiantes de historia del arte de la Universidad de Ámsterdam, que recogieron más de 2000 firmas contra la demolición.
En 1986 el edificio fue restaurado. En 2007 celebró su 125 aniversario. Desde el 28 de mayo de 2009, los caballos ya no están confinados en el edificio, sino que también se dejan salir regularmente en el prado Koeienweide del Vondelpark adyacente.